# Maurens (Gers)
Maurens é uma comuna francesa na região administrativa da Occitânia, no departamento de Gers. Estende-se por uma área de 13.03 km², e possui 309 habitantes, segundo o censo de 2018, com uma densidade de 24 hab/km².